# 吳待問
吳待問（？—？），建州建安縣人，遷居浦城縣，年少孤貧，勤奮好學，與楊億同鄉。遊京師時，拜訪楊億，受楊億禮遇。
宋真宗咸平三年（1000年）庚子科進士，歷官大理寺丞、奉朝請、光祿寺卿，官至禮部侍郎，以禮部侍郎致仕。
四子皆進士，即吳育、吳京、吳方、吳充。